# Oldsmobile 98
Oldsmobile 98 – samochód osobowy klasy wyższej produkowany pod amerykańską marką Oldsmobile w latach 1940–1996.

## Pierwsza generacja

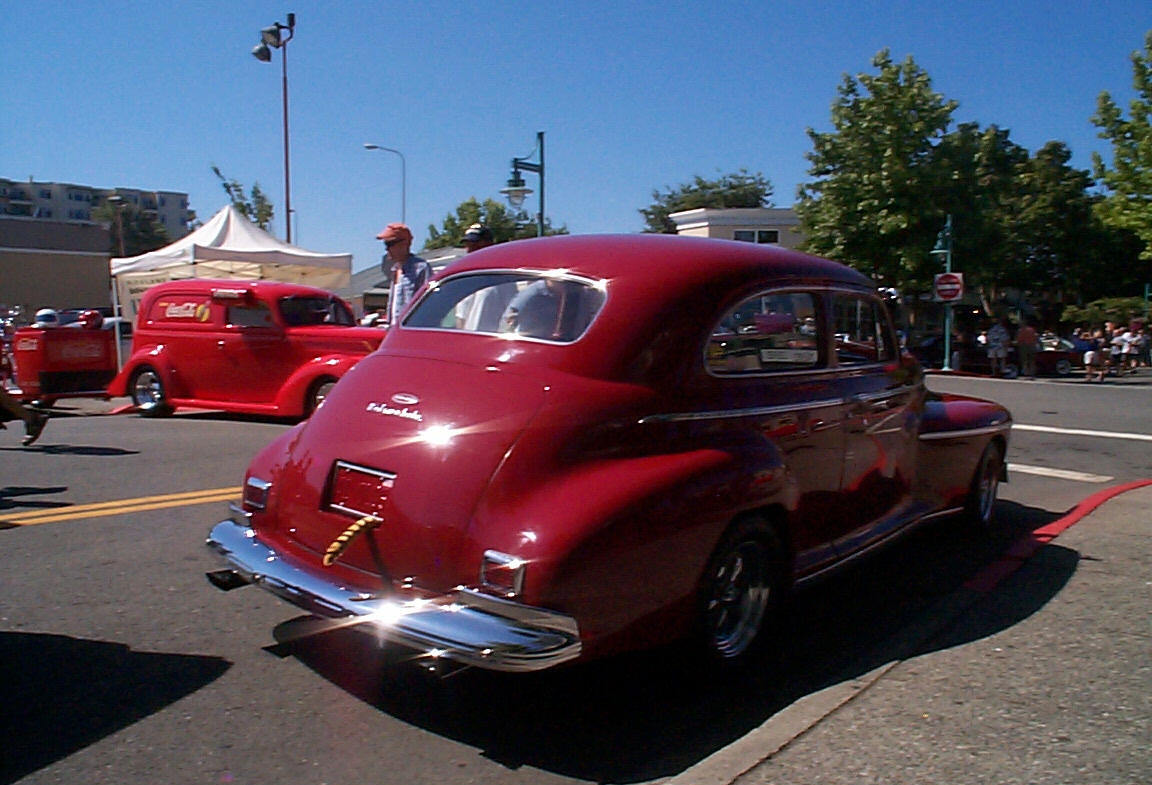
Oldsmobile 98 I - tył

Oldsmobile 98 I został zaprezentowany po raz pierwszy w 1940 roku.
Na początku lat 40. XX wieku Oldsmobile poszerzyło swoją ofertę o nowy topowy model 98, który powstał w ramach koncernu General Motors we współpracy z markami Buick i Cadillac.
Samochód zyskał charakterystyczne proporcje dla modeli marki w tej epoce, z obłymi, wyraźnie zaznaczonymi nadkolami, a także dużą chromowaną atrapą chłodnicy. Okrągłe reflektory wyróżniały się wąskim rozstawieniem, a strzelista maska zyskała wybrzuszoną formę.

### Silnik
- L8 4.2l Oldsmobile

## Druga generacja

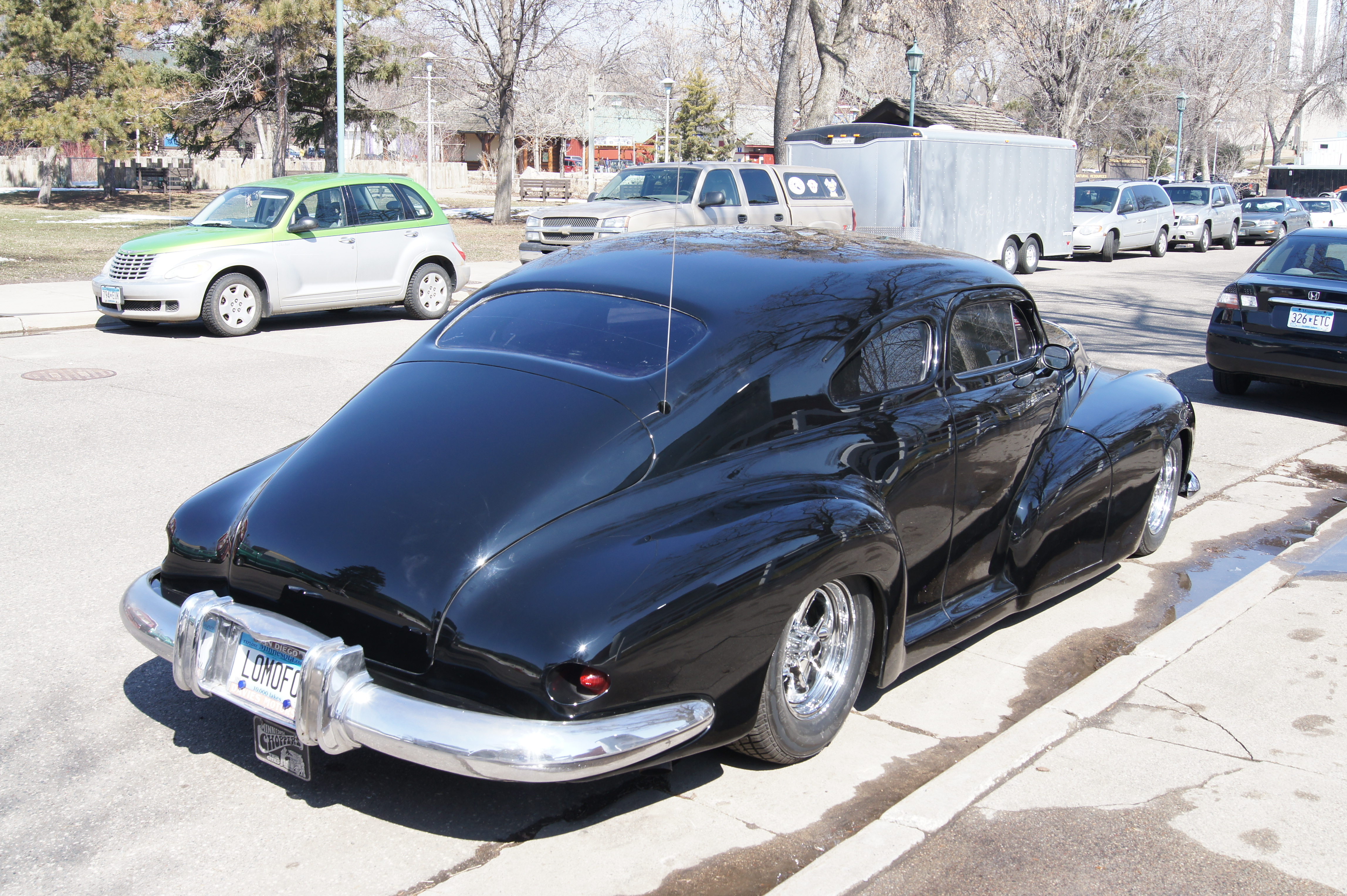
Oldsmobile 98 II - tył

Oldsmobile 98 II został zaprezentowany po raz pierwszy w 1942 roku.
Druga generacja Oldsmobile 98 powstała według zmodernizowanej koncepcji, ze znacznie masywniejszym nadwoziem. Stylistyka zyskała większe, bardziej obłe błotniki, a także oszaczone na nich większe reflektory.
Smuklejsze nadwozie zyskało wyraźnie dłuższą maskę, a także podłużną klapę bagażnika z łagodnie, biegnącą ku dole linią dachu. 98 drugiej generacji zyskało znacznie bogatsze wyposażenie, z licznymi dodatkami zarówno pod kątem wykończenia foteli, jak i innych elementów.

### Silnik
- L8 4.2l Oldsmobile

## Trzecia generacja

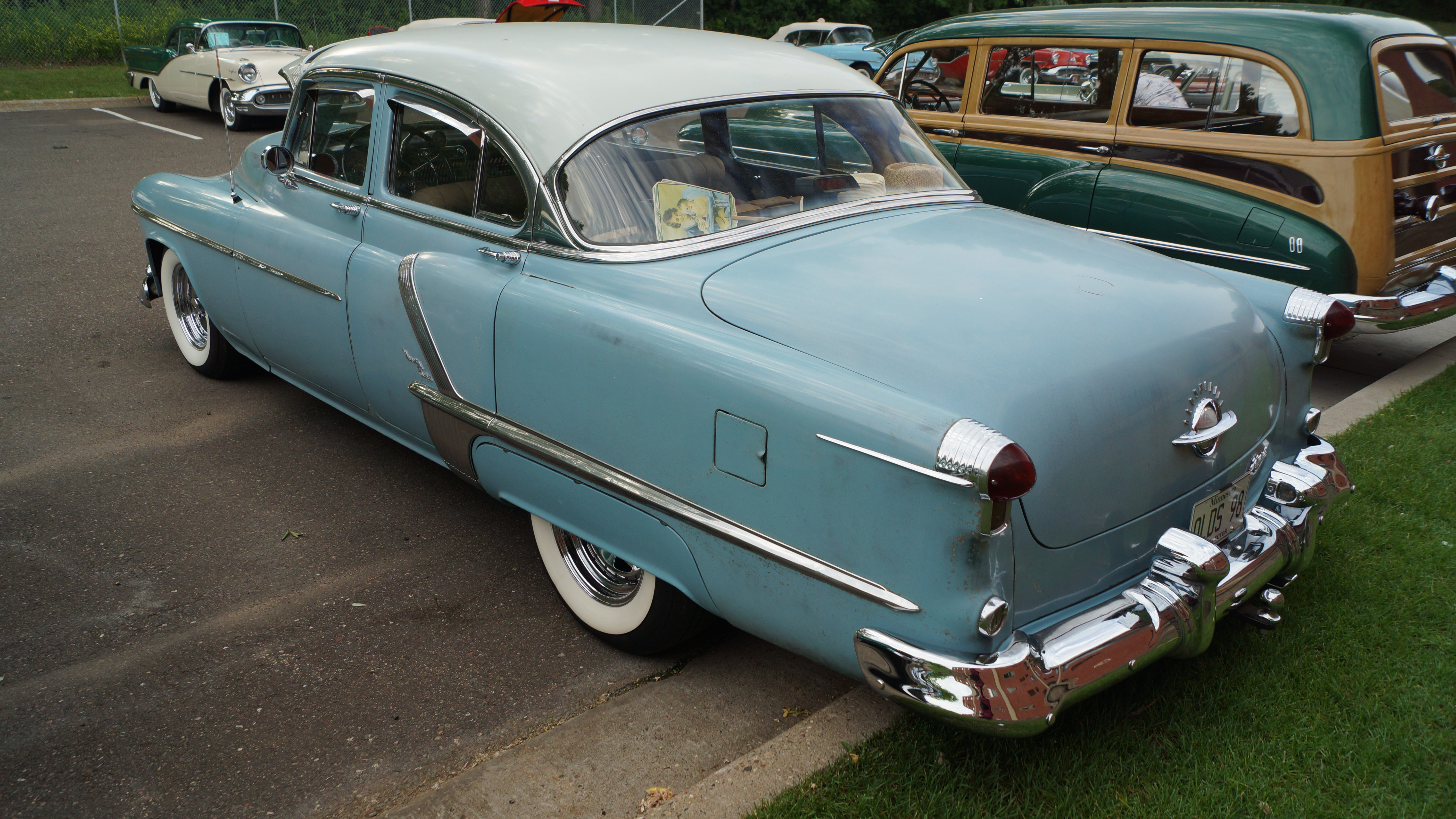
Oldsmobile 98 III - tył

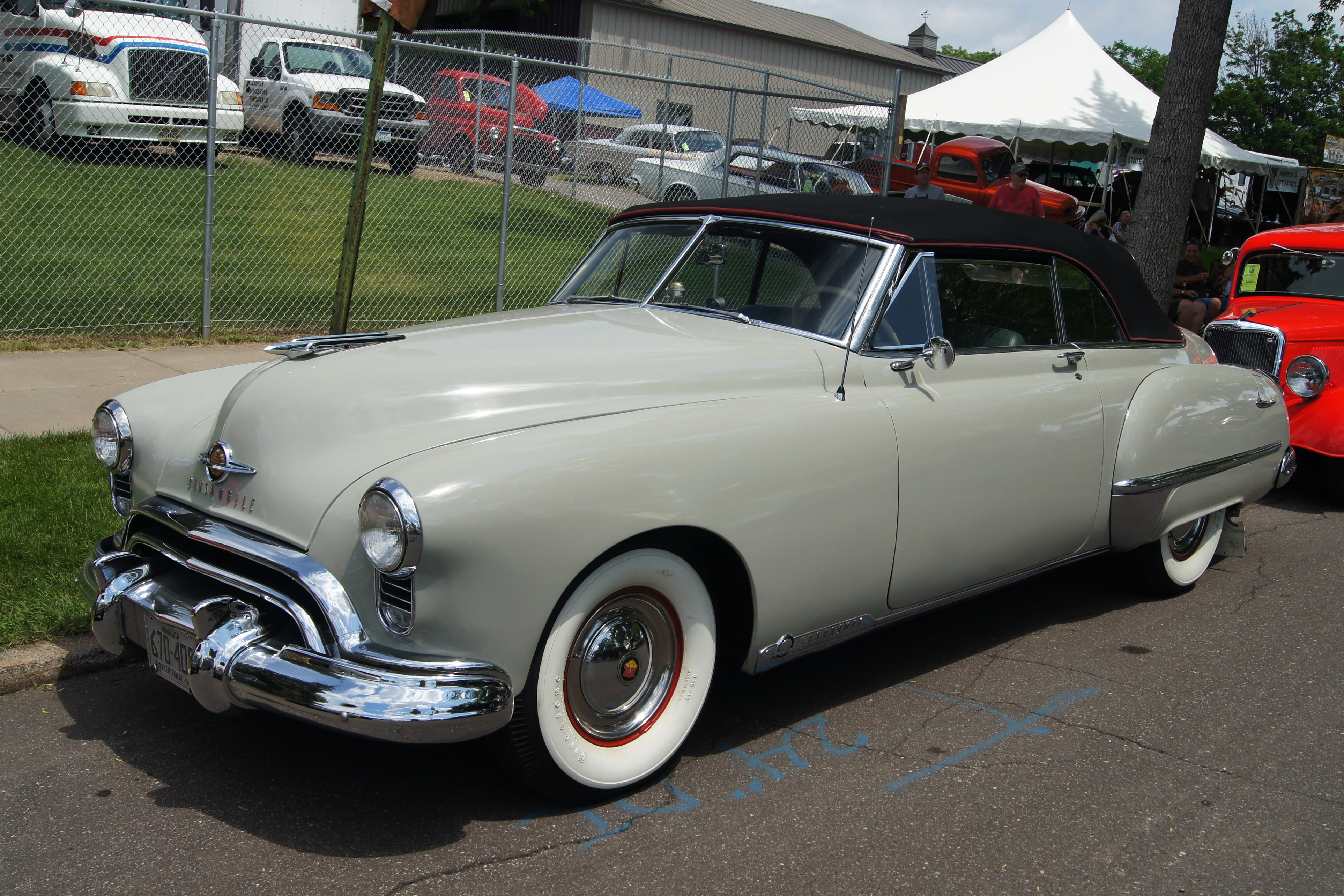
Oldsmobile 98 III Cabriolet

Oldsmobile 98 III został zaprezentowany po raz pierwszy w 1948 roku.
Trzecia generacja Oldsmobile 98 powstała na zmodernizowanej platformie C-body, zachowując umiarkowany zakres modyfikacji technicznych w stosunku do poprzednika.
Pod kątem wizualnym samochód zyskał bardziej obły pas przedni z pełniej zarysowanymi błotnikami, większą atrapą chłodnicy w trapezoidalnym kształcie. Z kolei boczne panele urozmaiciły chromowane poprzeczki, zdobiące zarówno drzwi, jak i nadkola. Charakterystycznym akcentem było częściowo zabudowane tylne nadkole.

### Silniki
- L8 4.2l Oldsmobile
- V8 5.0l Rocket

## Czwarta generacja

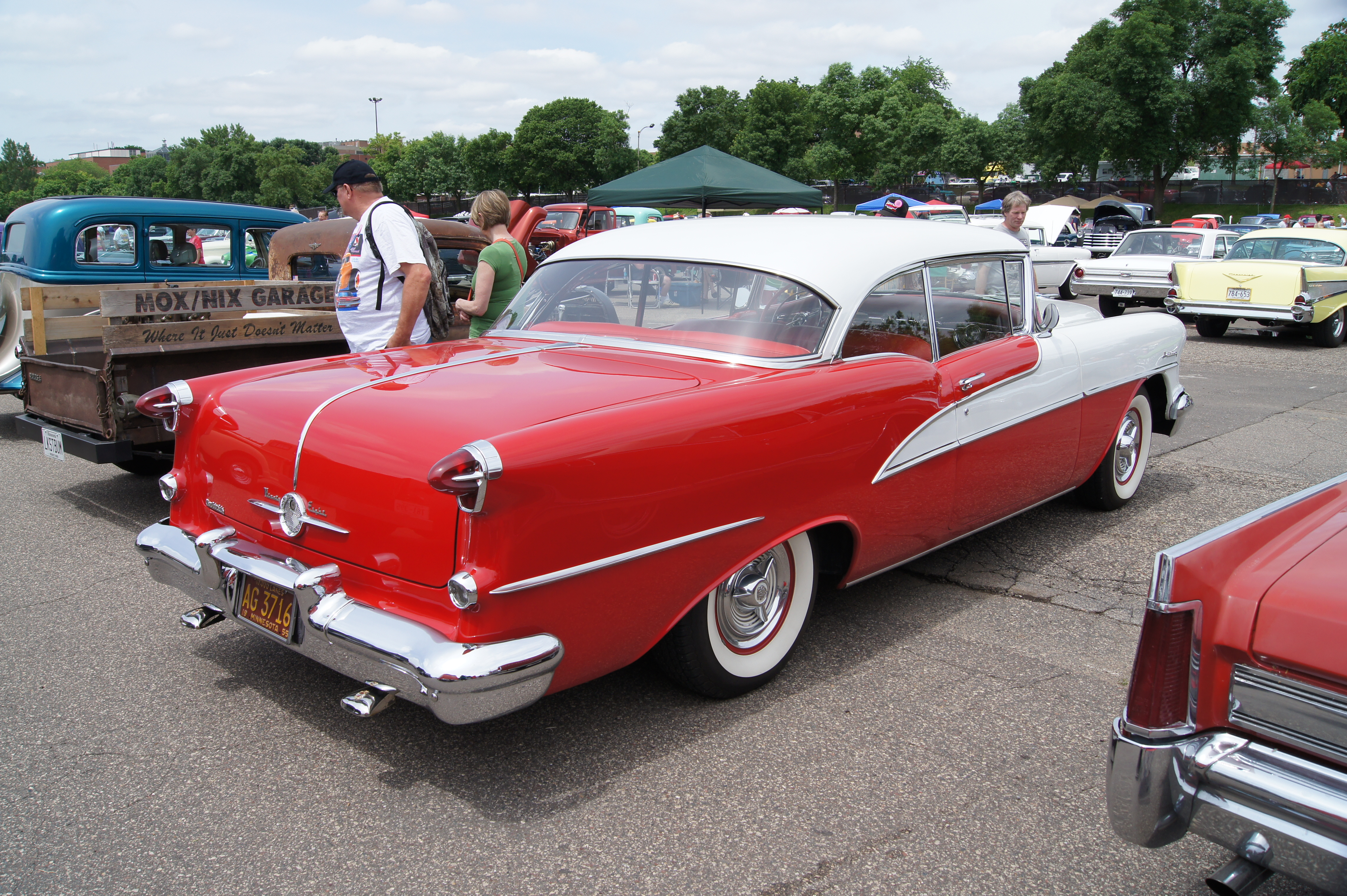
Oldsmobile 98 IV - tył

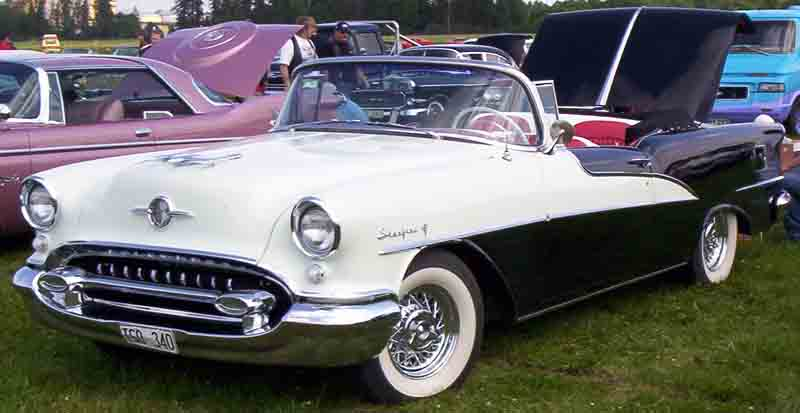
Oldsmobile 98 IV Cabriolet

Oldsmobile 98 IV został zaprezentowany po raz pierwszy w 1954 roku.
Czwarta generacja Oldsmobile 98 ponownie została zbudowana na bazie platformy C-body opracowanej przez koncern General Motors z myślą o pełnowymiarowych limuzynach.
Nadwozie zachowało podobne proporcje co poprzednik, poza dużą ilością chromowanych akcentów zyskując tym razem także opcjonalne dwukolorowe malowanie nadwozia, a także mniej wyraźnie zaznaczoną maskę, która płynniej łączyła się z pozostałymi elementami pasa przedniego. Po raz pierwszy pojawiła się jednoczęściowa przednia szyba.

### Silnik
- V8 5.3l Rocket

## Piąta generacja

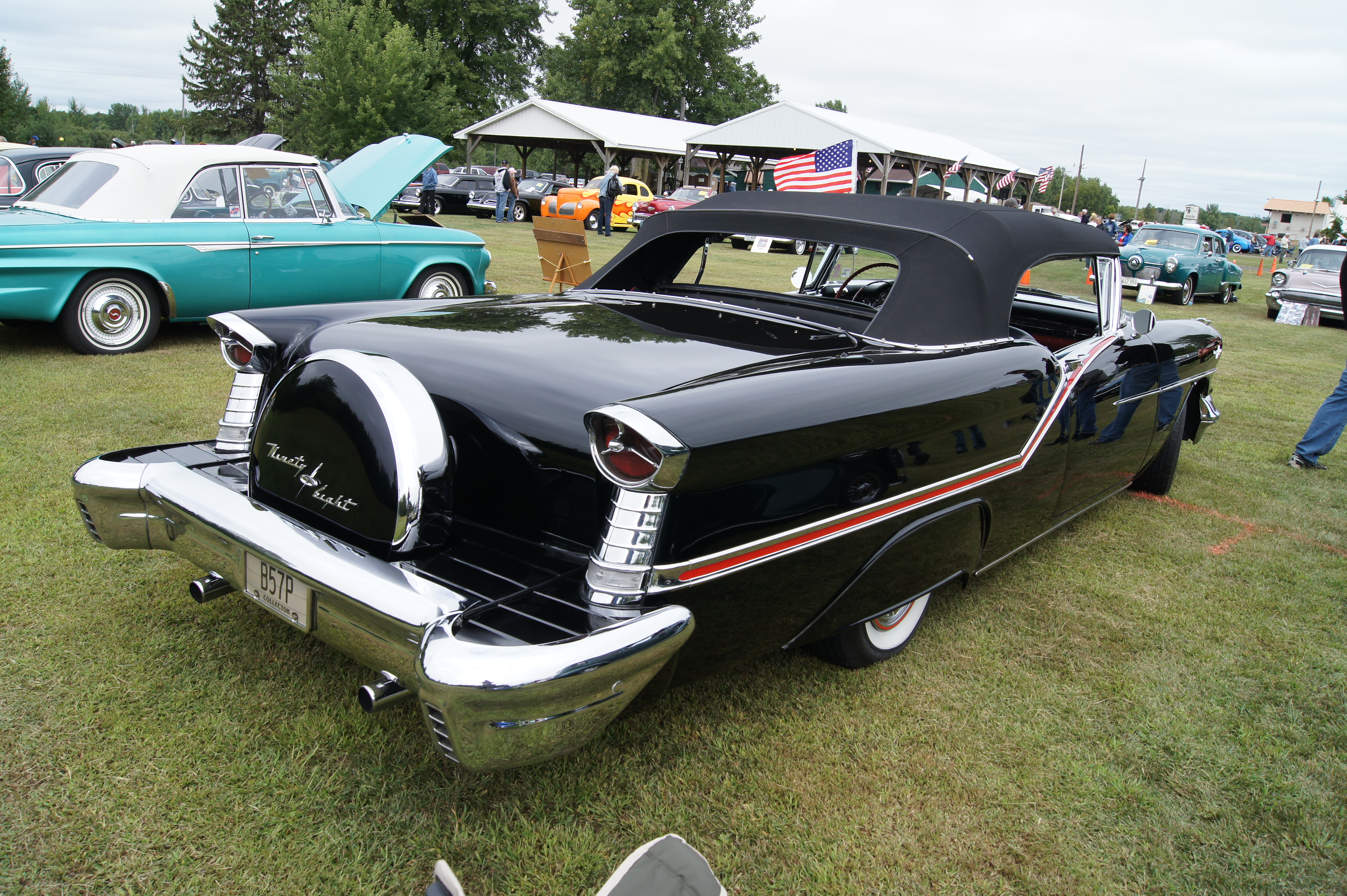
Oldsmobile 98 V - tył

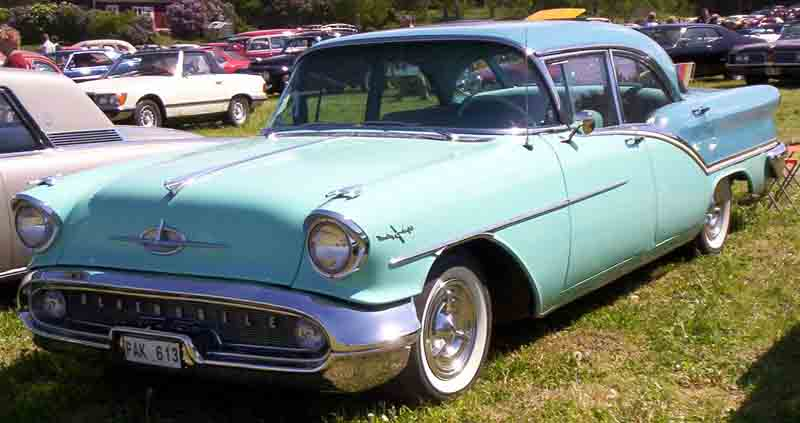
Oldsmobile 98 V Sedan

Oldsmobile 98 V został zaprezentowany po raz pierwszy w 1957 roku.
Piąta generacja Oldsmobile 98 ponownie przeszła modyfikacje głównie pod kątem wizualnym, zyskując obszerniejsze zupełnie zmodyfikowane panele nadwozia. Pojawił się większy, chromowany pas łączący zderzak i atrapę chłodnicy, a także większe reflektory ze strzelistymi daszkami.
Nadwozie ponownie dostępne było w dwukolorowym malowaniu, z kolei tylna część nadwozia była opcjonalnie urozmaicona dużym, kołem zapasowym ze sztywną obudową.

### Silnik
- V8 6.1l Rocket

## Szósta generacja

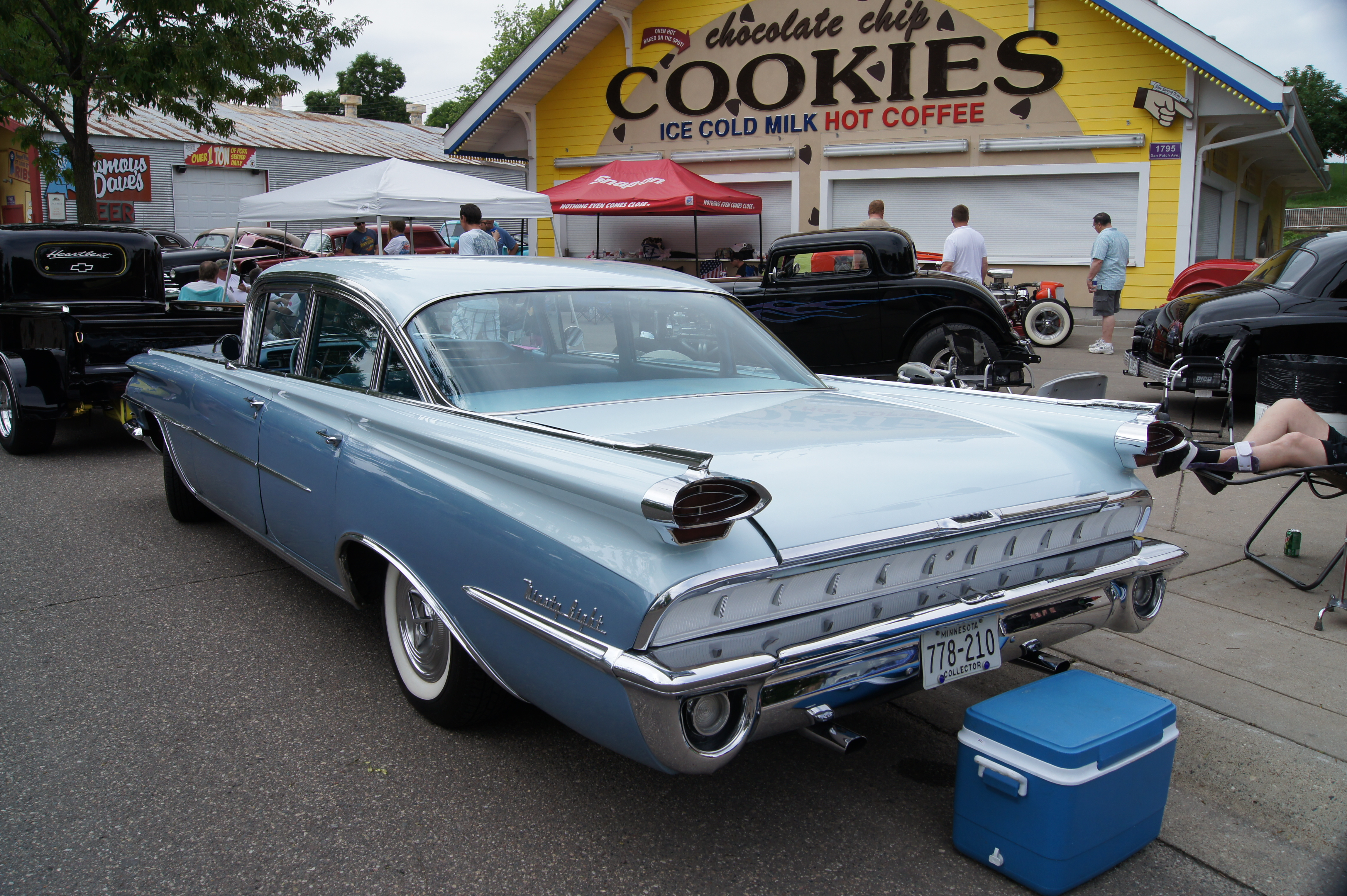
Oldsmobile 98 VI - tył

Oldsmobile 98 VI został zaprezentowany po raz pierwszy w 1959 roku.
Nawiązując do innych modeli w ówczesnej ofercie Oldsmobile, jak i ogólnego nurtu w stylizowaniu pojazdów amerykańskich w drugiej połowie lat 50. XX wieku, szósta generacja 98 zyskała awangardowo stylizowane nadwozie.
Nadwozie urozmaiciły strzeliste, łukowate akcenty zdobiące błotniki, przedni pas i panele boczne. Podobnie do pokrewnego Cadillaka Eldorado, tylne nadkola zyskały skrzydlaty kształt z osadzonymi na krawędziach lampami.

### Silnik
- V8 6.5l Rocket

## Siódma generacja

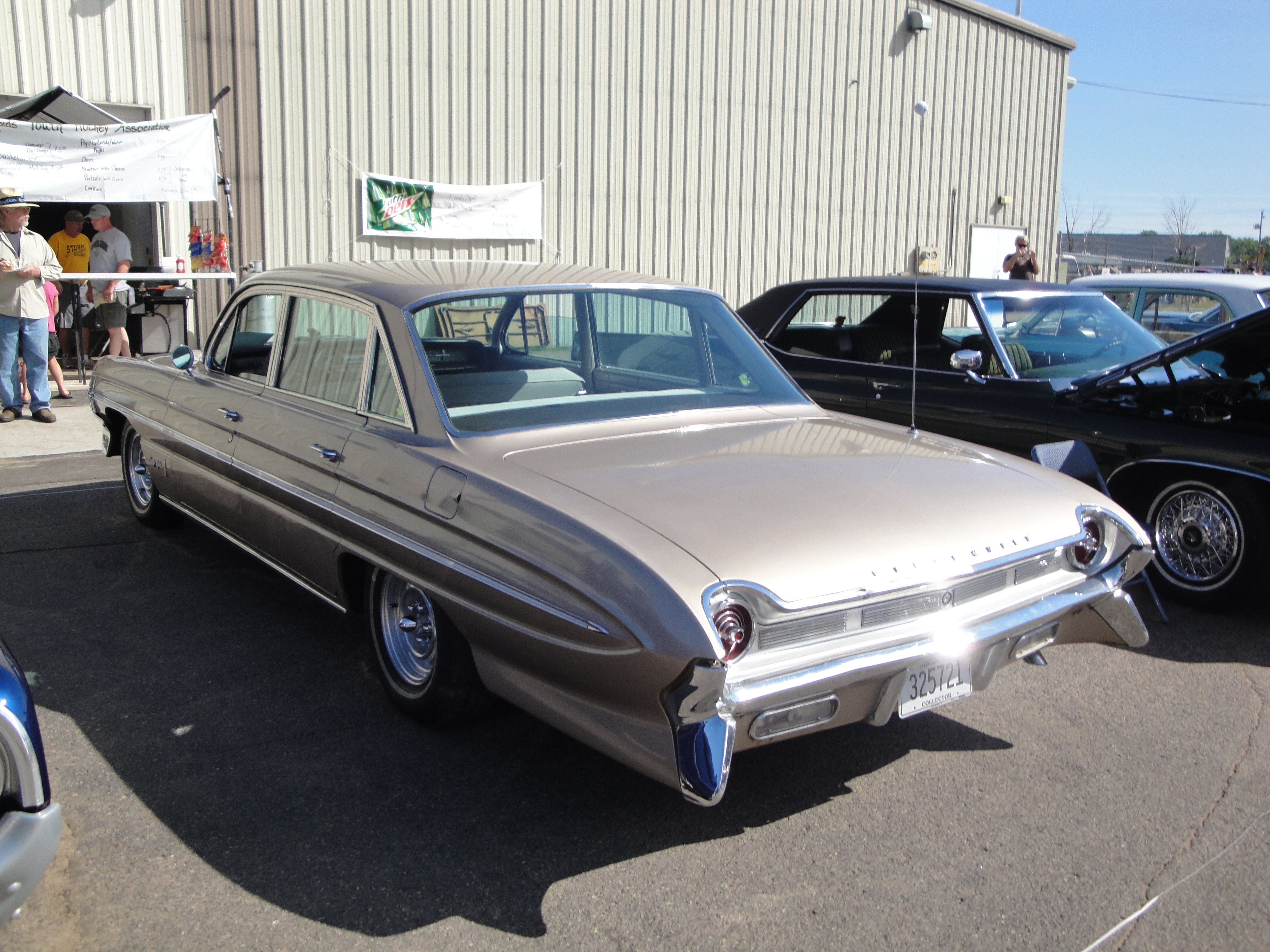
Oldsmobile 98 VII - tył

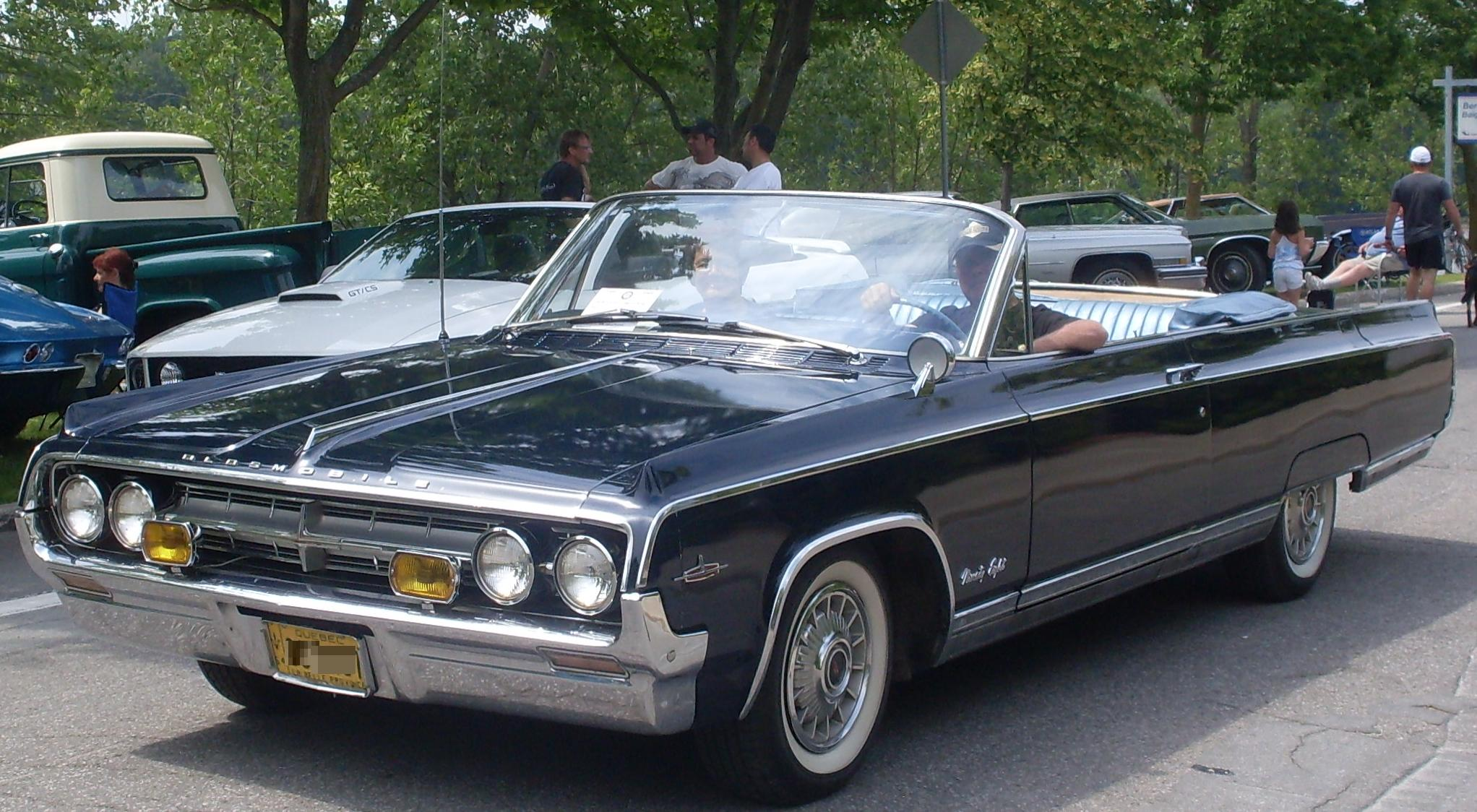
Oldsmobile 98 VII Cabriolet

Oldsmobile 98 VII został zaprezentowany po raz pierwszy w 1961 roku.
W stosunku do poprzednika, siódma generacja Oldsmobile 98 przeszła obszerną modernizację pod kątem kształtu nadwozia. Nadwozie zyskało łagodniej zarysowane proporcje, ze smukło zarysowanymi nadkolami i jednolicie zarysowaną, płynniejszą linią błotników.
Nadwozie ponownie liczyły chromowane ozdobniki, na czele z wąską poprzeczką biegnącą przez boczne panele nadwozia, a także charakterystycznie wysunięte tylne zakończenia błotników z głęboko osadzonymi lampami.

### Silnik
- V8 6.5l Rocket

## Ósma generacja

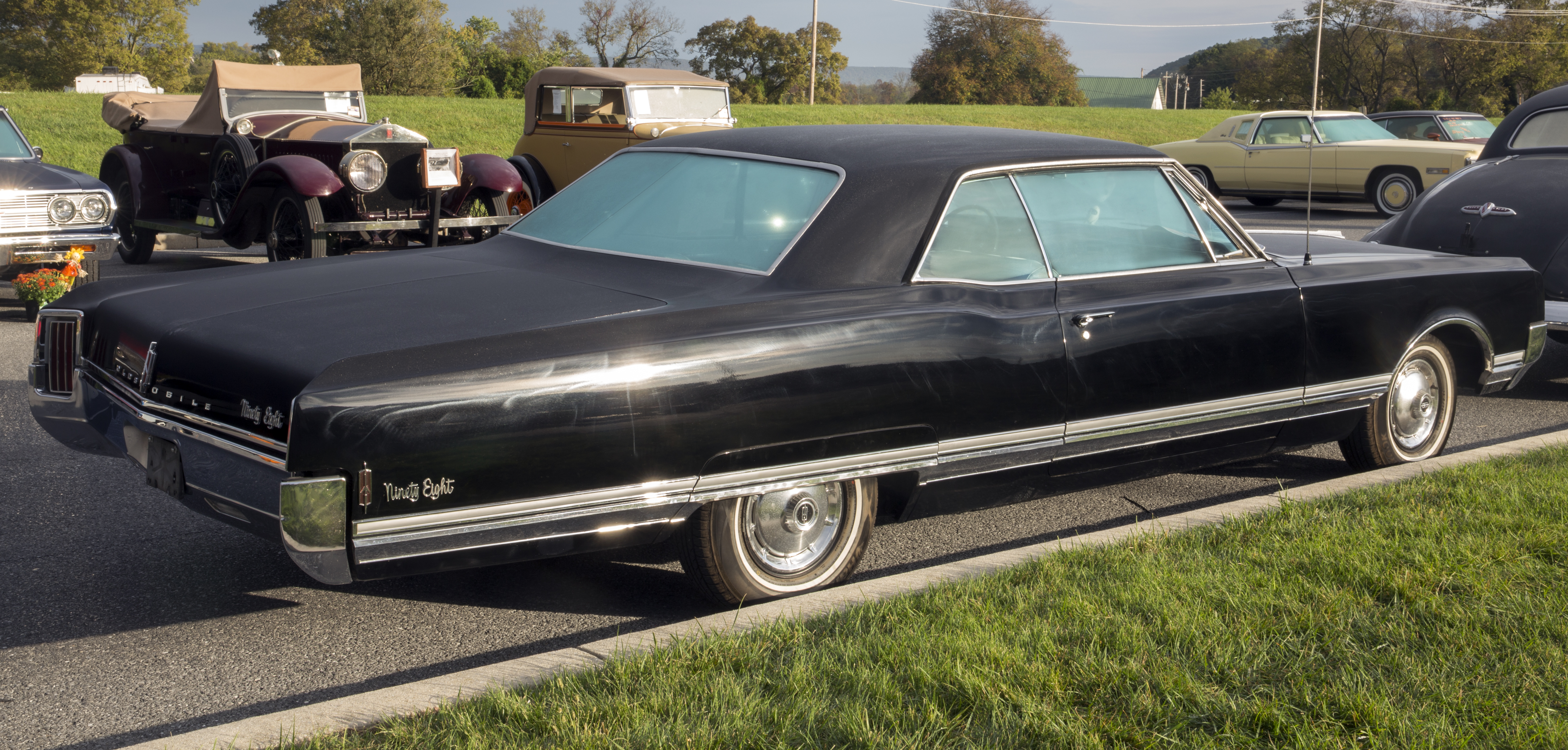
Oldsmobile 98 VIII - tył

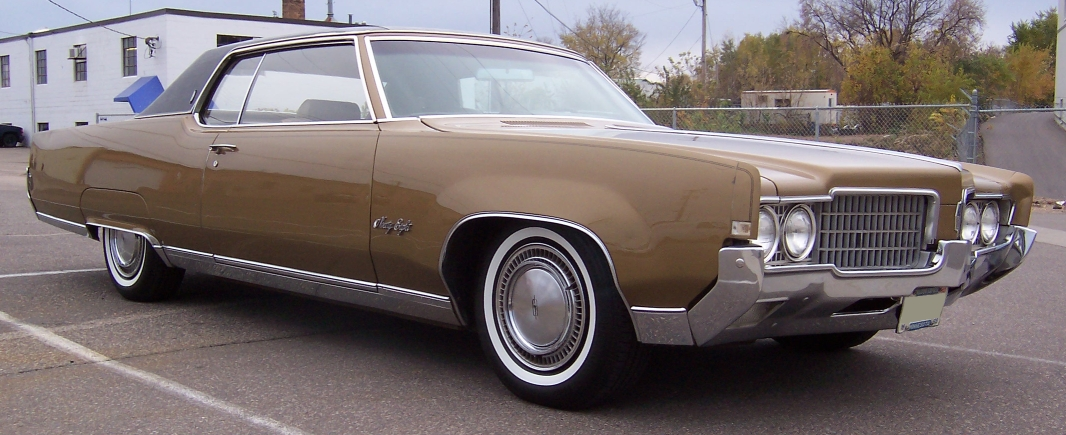
Oldsmobile 98 VIII po liftingu

Oldsmobile 98 VIII został zaprezentowany po raz pierwszy w 1965 roku.
Pracując nad ósmą generacją pełnowymiarowego modelu Oldsmobile, po raz pierwszy od 25 lat model 98 został oparty na zupełnie nowej platformie koncernu General Motors o nazwie GM C platform. W efekcie, pojazd zyskał znacznie szersze nadwozie, z masywniejszymi proporcjami i wyraziście zarysowanymi nadkolami, które skrywały wsunięty pas przednich i tylnych lamp.

### Restylizacje
Podczas trwającej 5 lat produkcji Oldsmobile 98, każdego roku produkcji samochód przeszedł modyfikacje w wyglądzie zewnętrznym. Największe zmiany pojawiły się w 1968 roku, kiedy to pas przedni zyskał większą, dwuczęściową atrapę chłodnicy, a także niżej osadzone reflektory.

### Silniki
- V8 7.0l Rocket
- V8 7.5l Rocket

## Dziewiąta generacja

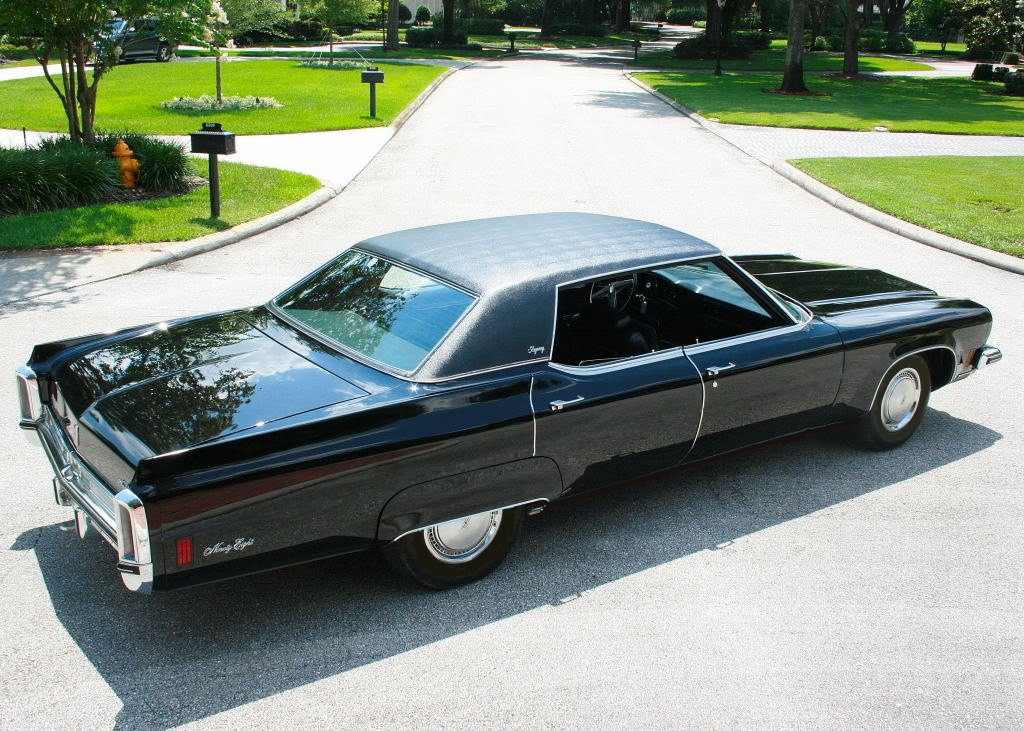
Oldsmobile 98 IX - tył

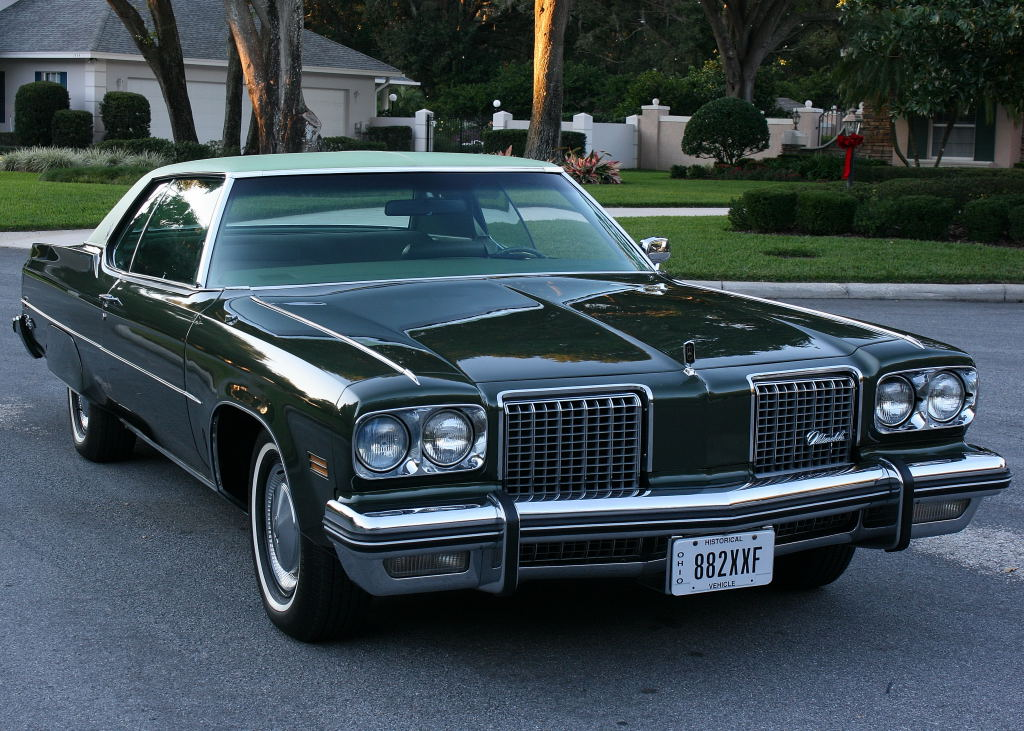
Oldsmobile 98 IX po liftingu

Oldsmobile 98 IX został zaprezentowany po raz pierwszy w 1971 roku.
Dziewiąta generacja Oldsmobile 98 została oparta na zmodernizowanej platformie GM C platform. Wzorem pokrewnego modelu Custom Cruiser, samochód zyskał masywne proporcje nadwozia z obłymi błotnikami i dużymi, szeroko rozstawionymi reflektorami. Pojawiła się też charakterystyczna dla wielu późniejszych modeli Oldsmobile dwuczęściowa atrapa chłodnicy, a tylne nadkole zostało ponownie do połowy zakryte.

### Restylizacje
W 1973 roku Oldsmobile 98 dziewiątej generacji przeszło obszerną modernizację pasa przedniego, w ramach której zmienił się kształt atrapy chłodnicy, a także obudowa ponownie umieszczonych na błotnikach podwójnych reflektorów. Kolejne zmiany pod tym kątem przeprowadzono rok i dwa lata później.

### Silnik
- V8 7.5l Rocket
- Moc maksymalna: 225 KM przy 3600 obr/min
- Maksymalny moment obr.: 488 Nm przy 2600 obr/min
- Stopień sprężania: 8,5:1
- Gaźnik: czteroprzelotowy Rochester 4MC
- Skrzynia biegów: automatyczna, trzybiegowa, Turbo Hydramatic THM-400[19]

## Dziesiąta generacja

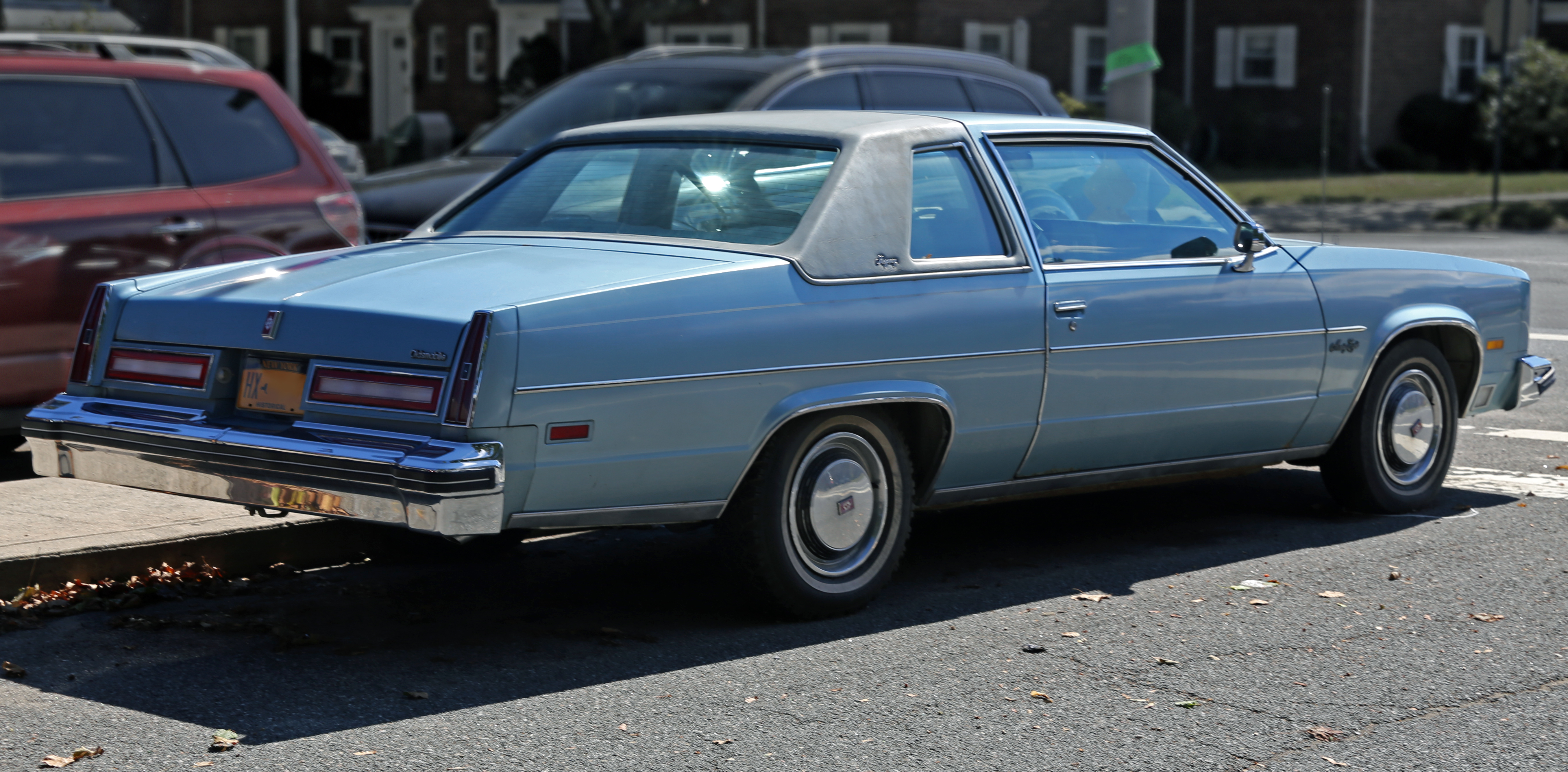
Oldsmobile 98 X - tył

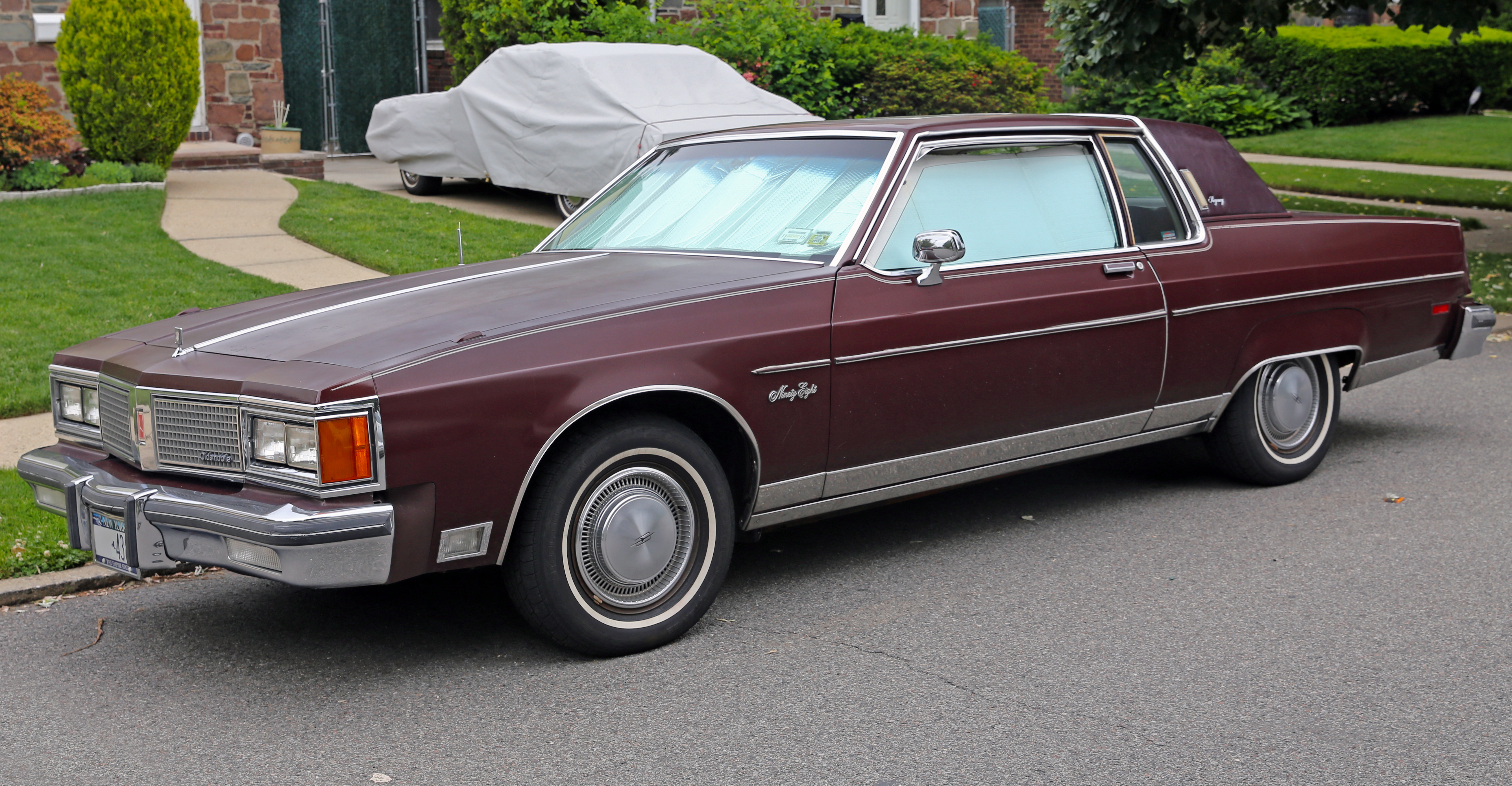
Oldsmobile 98 X po liftingu

Oldsmobile 98 X został zaprezentowany po raz pierwszy w 1977 roku.
Prezentując dziesiątą generację modelu 98, Oldsmobile razem z bratnim Buickiem i jego bliźniaczym modelem Electra, porzuciło masywne i obłe proporcje nadwozia sztandarowego modelu na rzecz znacznie bardziej kanciastej sylwetki.
Z przodu pojawiła się duża atrapa chłodnicy utrzymana w motywie kraty, z kolei podłużny bagażnik zyskał charakterystyczną, opadającą linię.

### Lifting
W 1982 roku Oldsmobile 98 dziesiątej generacji przeszło obszerną modernizację pasa przedniego, w ramach której samochód zyskał węższe, lecz jednoczęściowe reflektory. Ponadto, zmienił się też wzór w atrapie chłodnicy.

### Silniki
- V6 4.1l Buick
- V8 5.0l Oldsmobile
- V8 5.7l Oldsmobile
- V8 5.7l Diesel
- V8 6.6l Oldsmobile

## Jedenasta generacja

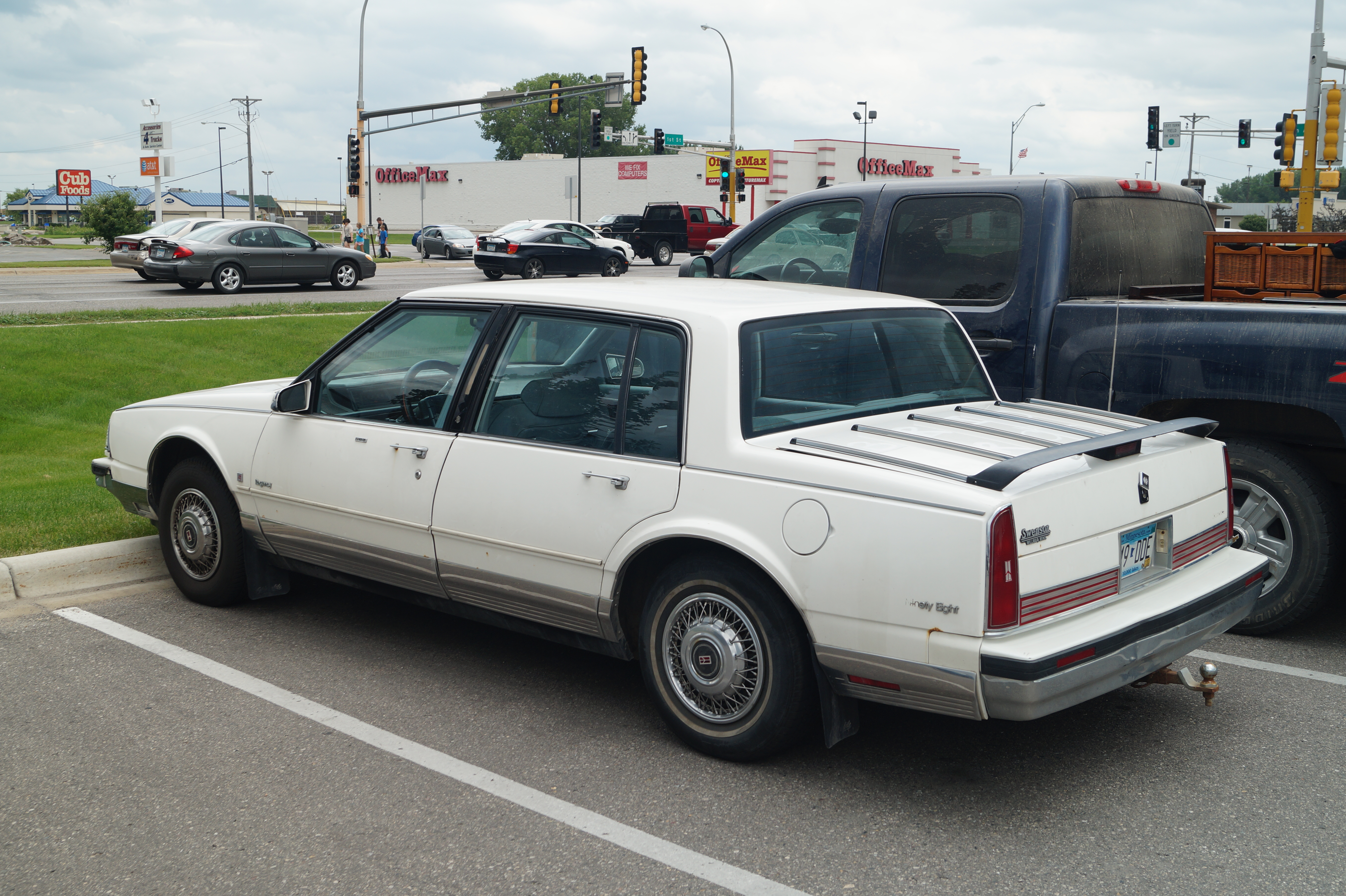
Oldsmobile 98 XI - tył

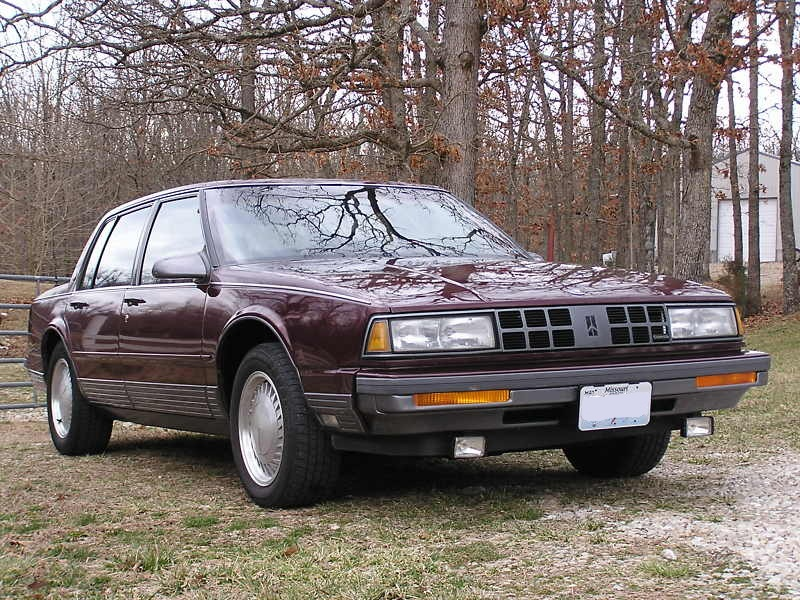
Oldsmobile Touring Sedan

Oldsmobile 98 XI został zaprezentowany po raz pierwszy w 1984 roku.
Jedenasta generacja Oldsmobile 98 powstała w ramach zakrojonej na szeroką skalę współpracy nie tylko między Buickiem, ale i Cadillakiem.
Bliźniacze, luksusowe sedany koncernu General Motors powstały na zmodernizowanej platformie GM C platform, w nurcie tzw. downsizingu inspirowanego zmianą federalnych przepisów pod kątem wysokości spalania zyskując znacznie mniejsze nadwozie. Oldsmoble 98 stało się krótsze i zyskało bardziej zaokrąglone kształty przednich błotników.

### Touring Sedan
W 1987 roku oferta modelowa Oldsmobile została poszerzona o sportowy wariant Touring Sedan. Wersja ta charakteryzowała się pozbawioną chromowanych ozdobników stylistyką na rzecz więcej paneli w kolorze nadwozia, a także większymi alufelgami i sportowo zestrojonym zawieszeniem.

### Silniki
- V6 3.0l Buick
- V6 3.8l Buick
- V6 4.3l Diesel

## Dwunasta generacja

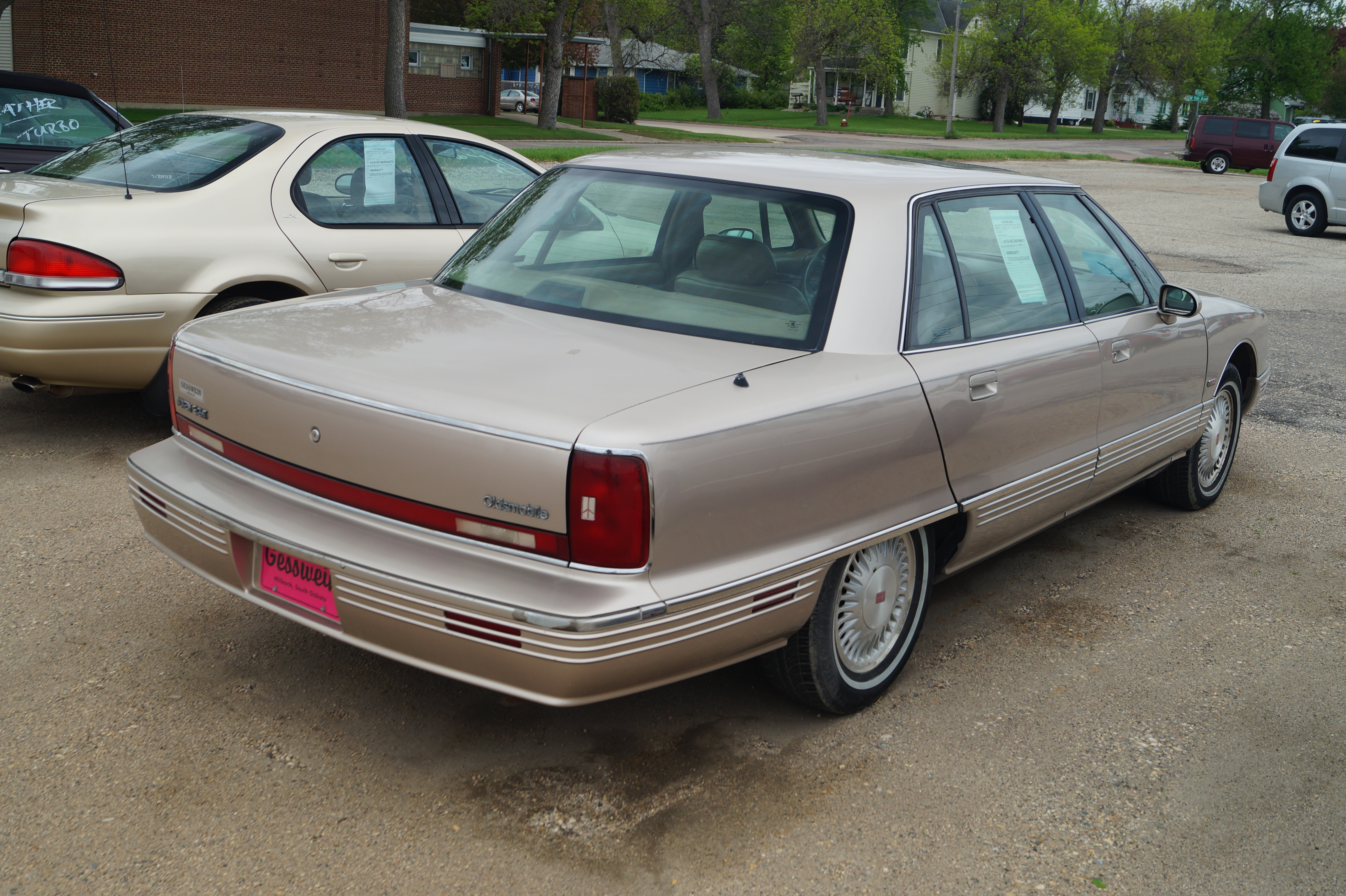
Oldsmobile 98 XII - tył

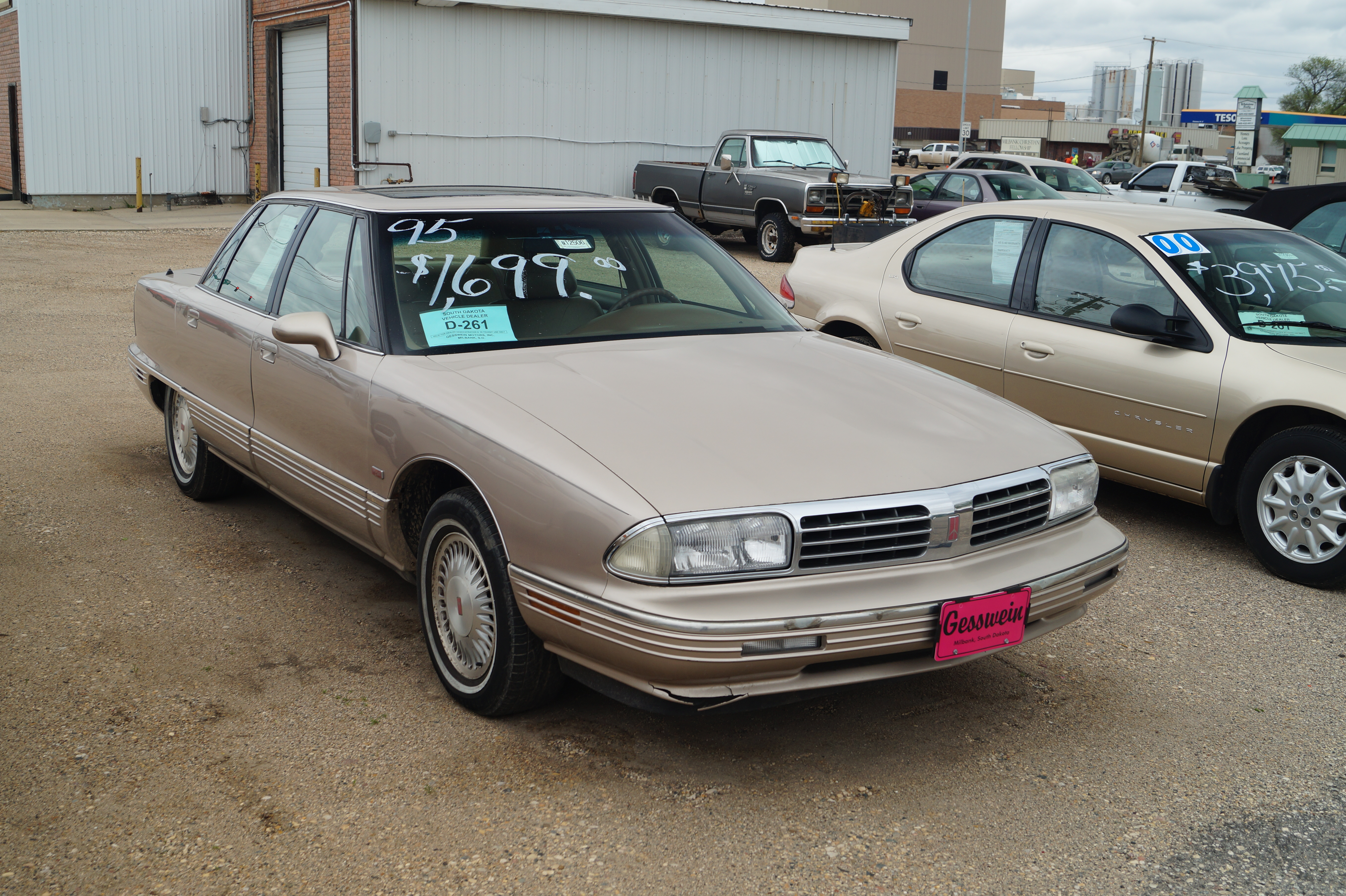
Oldsmobile 98 XII po liftingu

Oldsmobile 98 XII został zaprezentowany po raz pierwszy w 1990 roku.
Dwunasta i zarazem ostatnia generacja linii modelowej 98 była ponownie wynikiem bliskiej współpracy Oldsmobile z pokrewnym Buickiem w ramach koncernu General Motors, tym razem będąc pokrewną konstrukcją względem limuzyny  Park Avenue.
Oldsmobile 98 dwunastej generacji zyskało smukłą, zaokrągloną sylwetkę z charakterystyczną, dwuczęściową atrapą chłodnicy i umieszczonymi w jednej linii reflektorami, a także zabudowane do połowy nadkole nawiązujące do dawnych modeli Oldsmobile.

### Lifting
W 1994 roku Oldsmobile 98 XII przeszło drobną restylizację, w ramach której zmienił się kształt reflektorów i układ atrapy chłodnicy. Lampy stały się nieznacznie mniejsze, a wlot powietrza zmienił kształt poprzeczek.

### Koniec produkcji i następca
Po 56 latach rynkowej obecności i dwunastu wyprodukowanych generacjach, Oldsmobile zdecydowało się zakończyć produkcję modelu 98 w 1996 roku. Pełnowymiarowymi modelami marki pozostały 88 i Aurora.

### Silniki
- V6 3.8l L27
- V6 3.8l L36
- V6 3.8l L67